# モシャーノ・サンタンジェロ
モシャーノ・サンタンジェロ（イタリア語: Mosciano Sant'Angelo）は、イタリア共和国アブルッツォ州テーラモ県にある、人口約9,300人の基礎自治体（コムーネ）。

## 地理

### 位置・広がり

#### 隣接コムーネ
隣接するコムーネは以下の通り。
- ベッランテ
- カステッラルト
- ジュリアノーヴァ
- ノタレスコ
- ロゼート・デッリ・アブルッツィ
- サントメーロ
- トルトレート

## 行政

### 分離集落
モシャーノ・サンタンジェロには以下の分離集落（フラツィオーネ）がある。
- Colle Cacio, Colle Cerreto, Colle Imperatore, Collepietro, Convento, Costa del Monte, Fornaci, Montone, Mosciano Stazione, Selva Piana (Notaresco Stazione), Santa Filomena, Selva Alta, Mulinetto, Santa Maria Dell'Arco, Santa Filomena, Santa Maria Assunta, Colle Leone, Ripoli